# Бикеев, Султан Хамитович
Султа́н Хами́тович Бике́ев (25 декабря 1916, Абдрашитово, Уфимская губерния — 8 октября 2006, Уфа) — полковник Советской Армии, участник Хасанских боёв, советско-финской и Великой Отечественной войн, Герой Советского Союза (1943).

## Биография
Султан Бикеев родился 25 декабря 1916 года в деревне Абдрашитово (ныне — Альшеевский район Башкирии). Башкир. В 1936 году окончил Аксёновский сельскохозяйственный техникум, после чего работал младшим зоотехником в Наркомате земледелия Башкирской АССР в Уфе. В 1936 году был призван на службу в Рабоче-крестьянскую Красную Армию Фёдоровским районным военным комиссариатом Башкирской АССР. Принимал участие в Хасанских боях, будучи заместителем политрука батальона 32-й стрелковой дивизии 39-го стрелкового корпуса. Также, будучи командиром отделения пулемётчиков, участвовал в советско-финской войне, принимал участие в прорыве «Линии Маннергейма». В 1939 году вступил в ВКП(б). В 1940 году окончил Свердловское военно-политическое училище. До начала Великой Отечественной войны служил на должностях политрука и помощника начальника политотдела дивизии.
С первого дня Великой Отечественной войны на её фронтах. В начале войны служил заместителем командира батальона по политчасти 134-го танкового полка 216-й механизированной дивизии. Принимал участие в боях у Староконстантиновки, Умани, Каховки, Запорожья. Впоследствии служил в качестве секретаря партбюро полка, командира танкового батальона, офицера для поручений на Северо-Кавказском фронте.
В декабре 1942 года Бикеев окончил курсы усовершенствования комсостава бронетанковых и механизированных войск в Казани. В сентябре 1943 года — июне 1944 года капитан Бикеев был заместителем командира 586-го танкового батальона по строевой части 219-й танковой бригады 1-го механизированного корпуса 37-й армии Степного фронта. Принимал участие в освобождении Харькова, Белгорода, Кременчуга, битве за Днепр. В ходе последней особо отличился.
В ночь с 1 на 2 октября 1943 года Бикеев вместе с тридцатью танками одним из первых в своём подразделении переправился через Днепр в районе сёл Солошино и Мишурин Рог Днепропетровской области Украинской ССР и с ходу атаковал немецкие войска на западном берегу. В течение трёх дней удерживая плацдарм, батальон Бикеева отбил 19 контратак противника, нанеся большой урон противнику. Батальон уничтожил 18 танков, 20 орудий, 5 батарей миномётов, 45 пулемётов, около 800 вражеских солдат и офицеров.
Указом Президиума Верховного Совета СССР от 20 декабря 1943 года капитан Султан Бикеев был удостоен высокого звания Героя Советского Союза с вручением ордена Ленина и медали «Золотая Звезда» за номером 2739.
Участвовал в Параде Победы 24 июня 1945 года. После окончания войны продолжил службу в Советской Армии. В 1947 году он окончил Военную академию бронетанковых и механизированных войск, служил командиром батальона танков и самоходных установок, затем заместителем командира 74-го тяжёлого танкового полка 8-й механизированной дивизии Белорусского военного округа. В 1962 году в звании полковника Бикеев был уволен в запас.
В 1962—1966 годах Бикеев работал инспектором орготдела Президиума Верховного Совета Башкирской АССР, в 1966—1992 годах — директором типографии № 2 при Совете Министров Башкирской АССР. Проживал в Уфе. С 1992 года работал в бюро Комитета ветеранов войны и военной службы Башкирии председателем секции Героев Советского Союза и полных кавалеров ордена Славы. Вёл работу по патриотическому воспитанию молодёжи, организовывал шефскую помощь семьям Героев Советского Союза и полных кавалеров ордена Славы, занимался подготовкой и изданием ряда книг.
Умер 8 октября 2006 года после тяжёлой продолжительной болезни, 10 октября был похоронен в родной деревне. 7 мая 2007 года на доме, где последние годы проживал Бикеев, установлена мемориальная доска.
Был также награждён орденами Отечественной войны 1-й степени, Красной Звезды, Почёта, рядом медалей, в том числе «За отвагу» и «За боевые заслуги». Удостоен почётного звания «Заслуженный работник культуры Республики Башкортостан».
В 2012 году в честь выпускника 1936 года  Бикеева Султана Хамитовича в Аксёновском агропромышленном колледже торжественно открыта Мемориальная доска.
В мае 2014 года также в его честь назван Уфимский профессиональный колледж им. Героя Советского Союза Султана Бикеева.